# Grand Prix Júnior de Patinação Artística no Gelo na Polônia
O Grand Prix Júnior de Patinação Artística no Gelo na Polônia (muitas vezes intitulado: Baltic Cup, Gdańsk Cup; Toruń Cup, e Copernicus Stars) é uma competição internacional de patinação artística no gelo de nível júnior. A competição é organizada pela União Internacional de Patinação (ISU), e disputada no outono, em alguns anos, como parte do Grand Prix Júnior de Patinação Artística no Gelo.

## Edições
| Ano  | Edição               | Cidade sede          | Júnior               | Júnior               | Júnior               | Júnior               | Ref                  |
| Ano  | Edição               | Cidade sede          | M                    | F                    | P                    | D                    | Ref                  |
| ---- | -------------------- | -------------------- | -------------------- | -------------------- | -------------------- | -------------------- | -------------------- |
| 1999 | Final                | Gdańsk               | •                    | •                    | •                    | •                    | [ 1 ]                |
| 2000 | 1.ª                  | Gdańsk               | •                    | •                    | •                    | •                    | [ 2 ]                |
| 2001 | 2.ª                  | Gdańsk               | •                    | •                    | •                    | •                    | [ 3 ]                |
| 2002 | Não houve competição | Não houve competição | Não houve competição | Não houve competição | Não houve competição | Não houve competição | Não houve competição |
| 2003 | 3.ª                  | Gdańsk               | •                    | •                    | •                    | •                    | [ 4 ]                |
| 2004 | Não houve competição | Não houve competição | Não houve competição | Não houve competição | Não houve competição | Não houve competição | Não houve competição |
| 2005 | 4.ª                  | Gdańsk               | •                    | •                    | •                    | •                    | [ 5 ]                |
| 2006 | Não houve competição | Não houve competição | Não houve competição | Não houve competição | Não houve competição | Não houve competição | Não houve competição |
| 2007 | Final                | Gdańsk               | •                    | •                    | •                    | •                    | [ 6 ]                |
| 2008 | Não houve competição | Não houve competição | Não houve competição | Não houve competição | Não houve competição | Não houve competição | Não houve competição |
| 2009 | 5.ª                  | Toruń                | •                    | •                    | •                    | •                    | [ 7 ]                |
| 2010 | Não houve competição | Não houve competição | Não houve competição | Não houve competição | Não houve competição | Não houve competição | Não houve competição |
| 2011 | 6.ª                  | Gdańsk               | •                    | •                    | •                    | •                    | [ 8 ]                |
| 2012 | Não houve competição | Não houve competição | Não houve competição | Não houve competição | Não houve competição | Não houve competição | Não houve competição |
| 2013 | 7.ª                  | Gdańsk               | •                    | •                    | –                    | •                    | [ 9 ]                |
| 2014 | Não houve competição | Não houve competição | Não houve competição | Não houve competição | Não houve competição | Não houve competição | Não houve competição |
| 2015 | 8.ª                  | Toruń                | •                    | •                    | •                    | •                    | [ 10 ]               |
| 2016 | Não houve competição | Não houve competição | Não houve competição | Não houve competição | Não houve competição | Não houve competição | Não houve competição |
| 2017 | 9.ª                  | Gdańsk               | •                    | •                    | •                    | •                    | [ 11 ]               |

Legenda
- Final do Grand Prix ISU Júnior
- –  Evento não disputado neste ano

## Lista de medalhistas

### Individual masculino
| Evento                 | Ouro                               | Prata                              | Bronze                               |
| Gdańsk 1999 (detalhes) | Gao Song · China                   | Stefan Lindemann · Alemanha        | Fedor Andreev · Canadá               |
| Gdańsk 2000 (detalhes) | Ryan Bradley · Estados Unidos      | Andrei Griazev · Rússia            | Stanislav Timchenko · Rússia         |
| Gdańsk 2001 (detalhes) | Stanislav Timchenko · Rússia       | Karel Zelenka · Itália             | Alexander Uspenski · Rússia          |
| 2002                   | Não houve competição               | Não houve competição               | Não houve competição                 |
| Gdańsk 2003 (detalhes) | Parker Pennington · Estados Unidos | Alexander Uspenski · Rússia        | Yasuharu Nanri · Japão               |
| 2004                   | Não houve competição               | Não houve competição               | Não houve competição                 |
| Gdańsk 2005 (detalhes) | Alexander Uspenski · Rússia        | Austin Kanallakan · Estados Unidos | Yang Chao · China                    |
| 2006                   | Não houve competição               | Não houve competição               | Não houve competição                 |
| Gdańsk 2007 (detalhes) | Adam Rippon · Estados Unidos       | Brandon Mroz · Estados Unidos      | Armin Mahbanoozadeh · Estados Unidos |
| 2008                   | Não houve competição               | Não houve competição               | Não houve competição                 |
| Toruń 2009 (detalhes)  | Yuzuru Hanyu · Japão               | Austin Kanallakan · Estados Unidos | Gordei Gorshkov · Rússia             |
| 2010                   | Não houve competição               | Não houve competição               | Não houve competição                 |
| Gdańsk 2011 (detalhes) | Joshua Farris · Estados Unidos     | Artur Dmitriev Jr. · Rússia        | Ryuichi Kihara · Japão               |
| 2012                   | Não houve competição               | Não houve competição               | Não houve competição                 |
| Gdańsk 2013 (detalhes) | Adian Pitkeev · Rússia             | Alexander Petrov · Rússia          | Zhang He · China                     |
| 2014                   | Não houve competição               | Não houve competição               | Não houve competição                 |
| Toruń 2015 (detalhes)  | Sota Yamamoto · Japão              | Deniss Vasiļjevs · Letônia         | Roman Sadovsky · Canadá              |
| 2016                   | Não houve competição               | Não houve competição               | Não houve competição                 |
| Gdańsk 2017 (detalhes) | Alexey Erokhov · Rússia            | Camden Pulkinen · Estados Unidos   | Conrad Orzel · Canadá                |

### Individual feminino
| Evento                 | Ouro                             | Prata                           | Bronze                            |
| Gdańsk 1999 (detalhes) | Deanna Stellato · Estados Unidos | Jennifer Kirk · Estados Unidos  | Svetlana Bukareva · Rússia        |
| Gdańsk 2000 (detalhes) | Anna Jurkiewicz · Polônia        | Colette Irving · Estados Unidos | Carina Chen · Taipé Chinesa       |
| Gdańsk 2001 (detalhes) | Irina Tkatchuk · Rússia          | Svitlana Pylypenko · Ucrânia    | Magdalena Leska · Polônia         |
| 2002                   | Não houve competição             | Não houve competição            | Não houve competição              |
| Gdańsk 2003 (detalhes) | Viktória Pavuk · Hungria         | Akiko Kitamura · Japão          | Kiira Korpi · Finlândia           |
| 2004                   | Não houve competição             | Não houve competição            | Não houve competição              |
| Gdańsk 2005 (detalhes) | Haruka Inoue · Japão             | Akiko Kitamura · Japão          | Xu Binshu · China                 |
| 2006                   | Não houve competição             | Não houve competição            | Não houve competição              |
| Gdańsk 2007 (detalhes) | Mirai Nagasu · Estados Unidos    | Rachael Flatt · Estados Unidos  | Yuki Nishino · Japão              |
| 2008                   | Não houve competição             | Não houve competição            | Não houve competição              |
| Toruń 2009 (detalhes)  | Kanako Murakami · Japão          | Anna Ovcharova · Rússia         | Christina Gao · Estados Unidos    |
| 2010                   | Não houve competição             | Não houve competição            | Não houve competição              |
| Gdańsk 2011 (detalhes) | Yulia Lipnitskaya · Rússia       | Satoko Miyahara · Japão         | Samantha Cesario · Estados Unidos |
| 2012                   | Não houve competição             | Não houve competição            | Não houve competição              |
| Gdańsk 2013 (detalhes) | Evgenia Medvedeva · Rússia       | Angela Wang · Estados Unidos    | Gabrielle Daleman · Canadá        |
| 2014                   | Não houve competição             | Não houve competição            | Não houve competição              |
| Toruń 2015 (detalhes)  | Polina Tsurskaya · Rússia        | Ekaterina Mitrofanova · Rússia  | Rin Nitaya · Japão                |
| 2016                   | Não houve competição             | Não houve competição            | Não houve competição              |
| Gdańsk 2017 (detalhes) | Alena Kostornaia · Rússia        | Daria Panenkova · Rússia        | Rino Kasakake · Japão             |

### Duplas
| Evento                 | Ouro                                                   | Prata                                                  | Bronze                                                 |
| Gdańsk 1999 (detalhes) | Aliona Savchenko · Stanislav Morozov · Ucrânia         | Julia Shapiro · Alexei Sokolov · Rússia                | Victoria Shliakova · Grigory Petrovsky · Rússia        |
| Gdańsk 2000 (detalhes) | Julia Karbovskaya · Sergei Slavnov · Rússia            | Ding Yang · Ren Zhongfei · China                       | Julia Shapiro · Dmitri Khromin · Rússia                |
| Gdańsk 2001 (detalhes) | Julia Karbovskaya · Sergei Slavnov · Rússia            | Tatiana Volosozhar · Petr Kharchenko · Ucrânia         | Cathy Monette · Daniel Castelo · Canadá                |
| 2002                   | Não houve competição                                   | Não houve competição                                   | Não houve competição                                   |
| Gdańsk 2003 (detalhes) | Maria Mukhortova · Maxim Trankov · Rússia              | Arina Ushakova · Alexander Popov · Rússia              | Brandilyn Sandoval · Laureano Ibarra · Estados Unidos  |
| 2004                   | Não houve competição                                   | Não houve competição                                   | Não houve competição                                   |
| Gdańsk 2005 (detalhes) | Aaryn Smith · Will Chitwood · Estados Unidos           | Ekaterina Vasilieva · Alexander Smirnov · Rússia       | Angelika Pylkina · Niklas Hogner · Suécia              |
| 2006                   | Não houve competição                                   | Não houve competição                                   | Não houve competição                                   |
| Gdańsk 2007 (detalhes) | Ksenia Krasilnikova · Konstantin Bezmaternikh · Rússia | Ekaterina Sheremetieva · Mikhail Kuznetsov · Rússia    | Jessica Rose Paetsch · Jon Nuss · Estados Unidos       |
| 2008                   | Não houve competição                                   | Não houve competição                                   | Não houve competição                                   |
| Toruń 2009 (detalhes)  | Narumi Takahashi · Mervin Tran · Japão                 | Tatiana Novik · Mikhail Kuznetsov · Rússia             | Brittany Jones · Kurtis Gaskell · Canadá               |
| 2010                   | Não houve competição                                   | Não houve competição                                   | Não houve competição                                   |
| Gdańsk 2011 (detalhes) | Britney Simpson · Matthew Blackmer · Estados Unidos    | Katherine Bobak · Ian Beharry · Canadá                 | Tatiana Tudvaseva · Sergei Lisiev · Rússia             |
| 2012–2014              | Não houve competição; 2013 não houve disputa de duplas | Não houve competição; 2013 não houve disputa de duplas | Não houve competição; 2013 não houve disputa de duplas |
| Toruń 2015 (detalhes)  | Ekaterina Borisova · Dmitry Sopot · Rússia             | Amina Atakhanova · Ilia Spiridonov · Rússia            | Anastasia Gubanova · Alexei Sintsov · Rússia           |
| 2016                   | Não houve competição                                   | Não houve competição                                   | Não houve competição                                   |
| Gdańsk 2017 (detalhes) | Ekaterina Alexandrovskaya · Harley Windsor · Austrália | Daria Pavliuchenko · Denis Khodykin · Rússia           | Anastasia Poluianova · Dmitry Sopot · Rússia           |

### Dança no gelo
| Evento                 | Ouro                                                 | Prata                                                     | Bronze                                                |
| Gdańsk 1999 (detalhes) | Natalia Romaniuta · Daniil Barantsev · Rússia        | Emilie Nussear · Brandon Forsyth · Estados Unidos         | Kristina Kobaladze · Oleg Voyko · Ucrânia             |
| Gdańsk 2000 (detalhes) | Elena Romanovskaya · Alexander Grachev · Rússia      | Oksana Domnina · Maxim Bolotin · Rússia                   | Mariana Kozlova · Sergei Baranov · Ucrânia            |
| Gdańsk 2001 (detalhes) | Elena Khaliavina · Maxim Shabalin · Rússia           | Mariana Kozlova · Sergei Baranov · Ucrânia                | Christina Beier · William Beier · Alemanha            |
| 2002                   | Não houve competição                                 | Não houve competição                                      | Não houve competição                                  |
| Gdańsk 2003 (detalhes) | Alexandra Zaretsky · Roman Zaretsky · Israel         | Ekaterina Rubleva · Ivan Shefer · Rússia                  | Kirsten Frisch · Augie Hill · Estados Unidos          |
| 2004                   | Não houve competição                                 | Não houve competição                                      | Não houve competição                                  |
| Gdańsk 2005 (detalhes) | Anastasia Gorshkova · Ilia Tkachenko · Rússia        | Ekaterina Bobrova · Dmitri Soloviev · Rússia              | Jane Summersett · Elliott Pennington · Estados Unidos |
| 2006                   | Não houve competição                                 | Não houve competição                                      | Não houve competição                                  |
| Gdańsk 2007 (detalhes) | Maria Monko · Ilia Tkachenko · Rússia                | Emily Samuelson · Evan Bates · Estados Unidos             | Kristina Gorshkova · Vitali Butikov · Rússia          |
| 2008                   | Não houve competição                                 | Não houve competição                                      | Não houve competição                                  |
| Toruń 2009 (detalhes)  | Elena Ilinykh · Nikita Katsalapov · Rússia           | Marina Antipova · Artem Kudashev · Rússia                 | Isabella Cannuscio · Ian Lorello · Estados Unidos     |
| 2010                   | Não houve competição                                 | Não houve competição                                      | Não houve competição                                  |
| Gdańsk 2011 (detalhes) | Victoria Sinitsina · Ruslan Zhiganshin · Rússia      | Anastasia Galyeta · Oleksiy Shumsky · Ucrânia             | Anna Yanovskaya · Sergey Mozgov · Rússia              |
| 2012                   | Não houve competição                                 | Não houve competição                                      | Não houve competição                                  |
| Gdańsk 2013 (detalhes) | Kaitlin Hawayek · Jean-Luc Baker · Estados Unidos    | Oleksandra Nazarova · Maksym Nikitin · Ucrânia            | Alla Loboda · Pavel Drozd · Rússia                    |
| 2014                   | Não houve competição                                 | Não houve competição                                      | Não houve competição                                  |
| Toruń 2015 (detalhes)  | Lorraine McNamara · Quinn Carpenter · Estados Unidos | Christina Carreira · Anthony Ponomarenko · Estados Unidos | Anastasia Skoptcova · Kirill Aleshin · Rússia         |
| 2016                   | Não houve competição                                 | Não houve competição                                      | Não houve competição                                  |
| Gdańsk 2017 (detalhes) | Anastasia Skoptcova · Kirill Aleshin · Rússia        | Elizaveta Khudaiberdieva · Nikita Nazarov · Rússia        | Caroline Green · Gordon Green · Estados Unidos        |